# El rayo verde (película)
El Rayo Verde (título original en francés: Le Rayon Vert) es una película de Éric Rohmer estrenada el año 1985. 

## Sinopsis
La película se abre en el inicio de las vacaciones de verano de Delphine. Delphine acaba de sufrir la ruptura de una relación y luego su compañero de viaje la abandona dos semanas antes de irse de vacaciones a Grecia. Ella se queda sin plan en un momento en que se está vaciando París para el verano. Otra amiga invita a Delphine a ir a Cherburgo de vacaciones con su familia, pero ella descubre que es la única entre el grupo que está sola por lo que rápidamente regresa a París. 
Ella resiste las presiones de su familia a pasar las vacaciones con ellos en Irlanda. Decide viajar sola a los Alpes, pero el hecho de viajar sola no la agrada e intimidada por las hordas de turistas vuelve de nuevo a París. Viajar sin descanso, el tema de la película.
De nuevo en París se encuentra con una vieja amiga que le propone prestarle un apartamento en Biarritz. Durante su estancia aquí, escucha a un grupo de mujeres tener una conversación sobre la novela de Julio Verne Le Rayon Vert (El rayo verde). De acuerdo con Verne, cuando uno ve un raro destello verde al atardecer nuestros propios pensamientos y los de otros se revelan como por arte de magia. En la estación de tren de Biarritz, de vuelta de nuevo a París, se encuentra con un joven a quién finalmente acompaña hasta San Juan de Luz (Saint-Jean-de-Luz) donde juntos ven "El rayo verde".

## Reparto
| Actor              | Personaje           |
| ------------------ | ------------------- |
| Marie Rivière      | Delphine            |
| Béatrice Romand    | Béatrice            |
| Carita             | Léna                |
| Rosette            | Françoise en Paris  |
| Vincent Gauthier   | Jacques en Biarritz |
| Amira Chemakhi     | Mujer en Paris      |
| Maria Luisa Garcia | Manuella en Paris   |

- Datos: Q1171334